# Gunung Palung nationalpark
Gunung Palung nationalpark ligger vid västra kusten av Borneo i Indonesien. Nationalparken domineras av den slocknade vulkanen Gunung Palung.
Landskapet bildas vid kustlinjen av mangrove. I andra delar av nationalparken förekommer flera träskmarker och på resterna av vulkanen molnskogar. Typisk för skogarna är dipterokarpväxter och i molnskogarna är träden täckta av mossa. Under vissa delar av året mognar särskild många frukter på träden och regionens däggdjur har anpassad sitt fortplantningssätt efter denna väldiga tillgång till föda.
Nationalparken är främst känd för sitt bestånd av Borneoorangutanger som uppskattningsvis utgörs av 2500 exemplar. Här lever även andra primater som gibboner, spökdjur, tröglorier, näsapan eller Trachypithecus cristatus.
Nära vulkanens två toppar hittas gråstrupig timalia (Stachyris nigriceps) och Borneoyuhina (Yuhina everetti). Den senare lever egentligen i norra Borneos bergstrakter och finns i nationalparken bara som restpopulation.